# 于右任墓
于右任墓，位於臺灣新北市淡水區、陽明山國家公園大屯山巴拉卡公路旁，為中華民國政治人物于右任1964年去世後次年（1965年）建成，今為新北市市定古蹟。

## 景觀
于右任墓在巴拉卡公路八．五公里處，距二子坪遊客中心約五百公尺，過菜公坑山第二登山口步道，坐落草麓段0002─0000地號國有地。

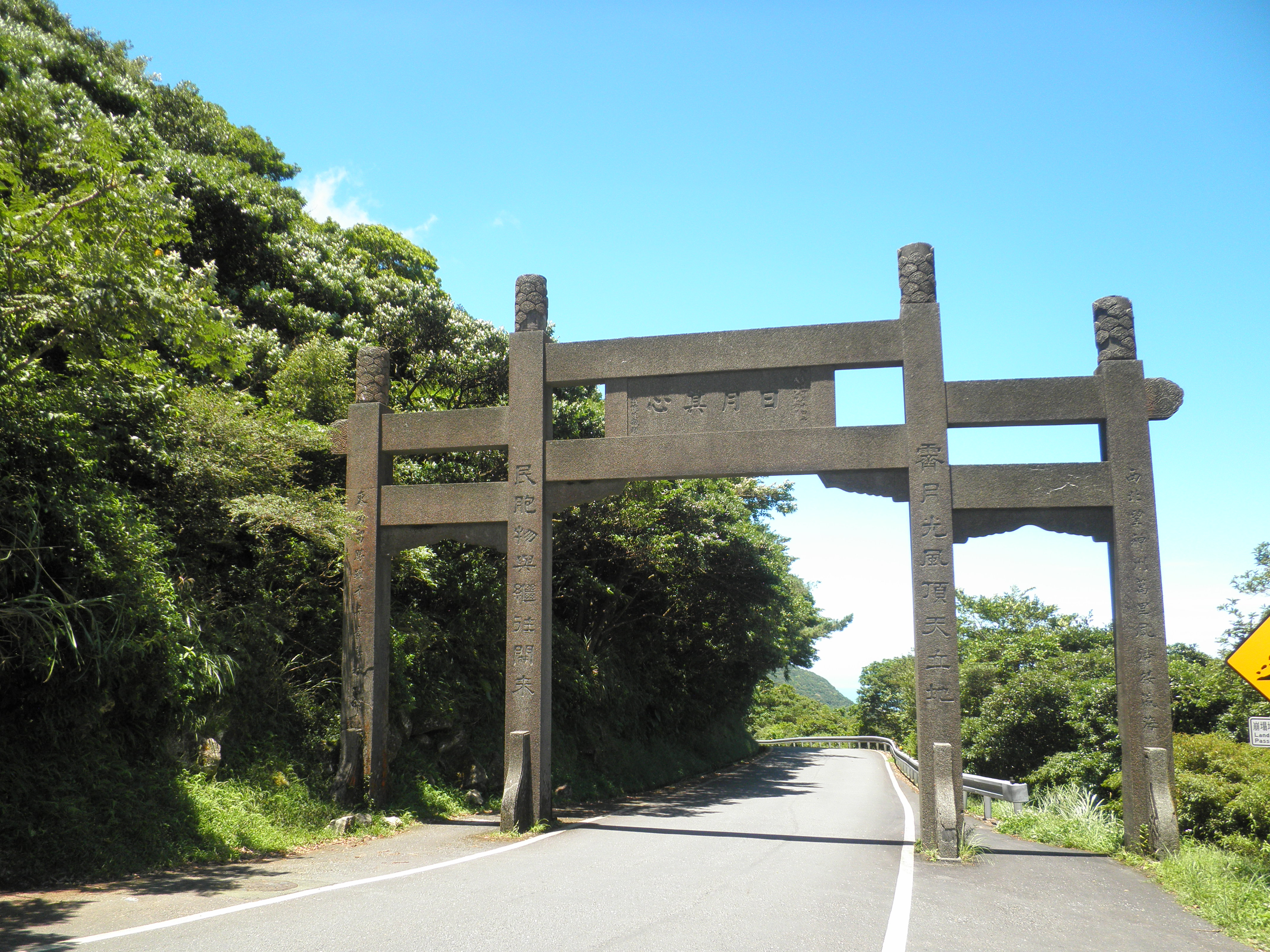
牌坊

自陽明山前往，先見到山徑上有菲律賓華僑捐建五公尺高的觀音山石牌坊。牌坊上橫題「日月其心」四字，碑柱「西北望神州萬星風濤接瀛海；東南留聖蹟千秋豪傑壯山邱」及「霽月光風頂天立地；民胞物與繼往開來」。牌坊背面柱上由孔德成題字，各為「革命人豪耆德元勳尊一代；文章冠冕詩雄草聖足千秋」、「海氣百重開終古有靈飛太華；國殤高處葬此山不語看中原」
從碑坊順山徑上迴坡，就能望見佔地約一百廿坪的墓園、正門左右各十公尺高的石砌華表、與右後一座有宮殿式涼亭。亭為泰國華僑余子亮所捐的雙層六角亭，上懸孫科書丹的「仰止亭」。
全園陳設皆由觀音山石及大屯山石所砌成。約廿五公尺高的墓園，共一百卅階。第一重殿，能見到正面為集王羲之字的「于右任先生墓」六個大字。第二重殿，左右均有石獅，中間由總統府秘書長張群撰文，司法院長謝冠生書寫、深綠大理石彫刻的墓表。再自左右四階梯上升七十五級，便是墓所在。
墓碑為總統蔣中正手題「監察院長于公右任之墓」，並前有石桌，左右各有一石鼎。橢圓形的墓塚為西北向，堪輿稱之為「巽山乾向」。塚後石壁上有蔣中正親題「耆德元勳」四個大字，下方為褒揚令及榮典之璽。
墓前有枕頭山與菜公坑山為屏，後以大屯山為峙。所在處海拔達七百五十公尺，北海岸沿線盡收眼底，是淡水古蹟博物館管理的古蹟中最高處者。從墓地向西眺望，能見淡水河口平原，左為淡水，右為小基隆。可遠眺基隆至香港、香港至日本的船艦。記者推薦駕駛陽金公路的旅客，可在仰止亭內或墓園平台向下俯瞰氣象萬千的景色。
下墓地沿山徑向後門，有題「河山並永」的牌坊，為新加坡華僑所捐建。

## 建造

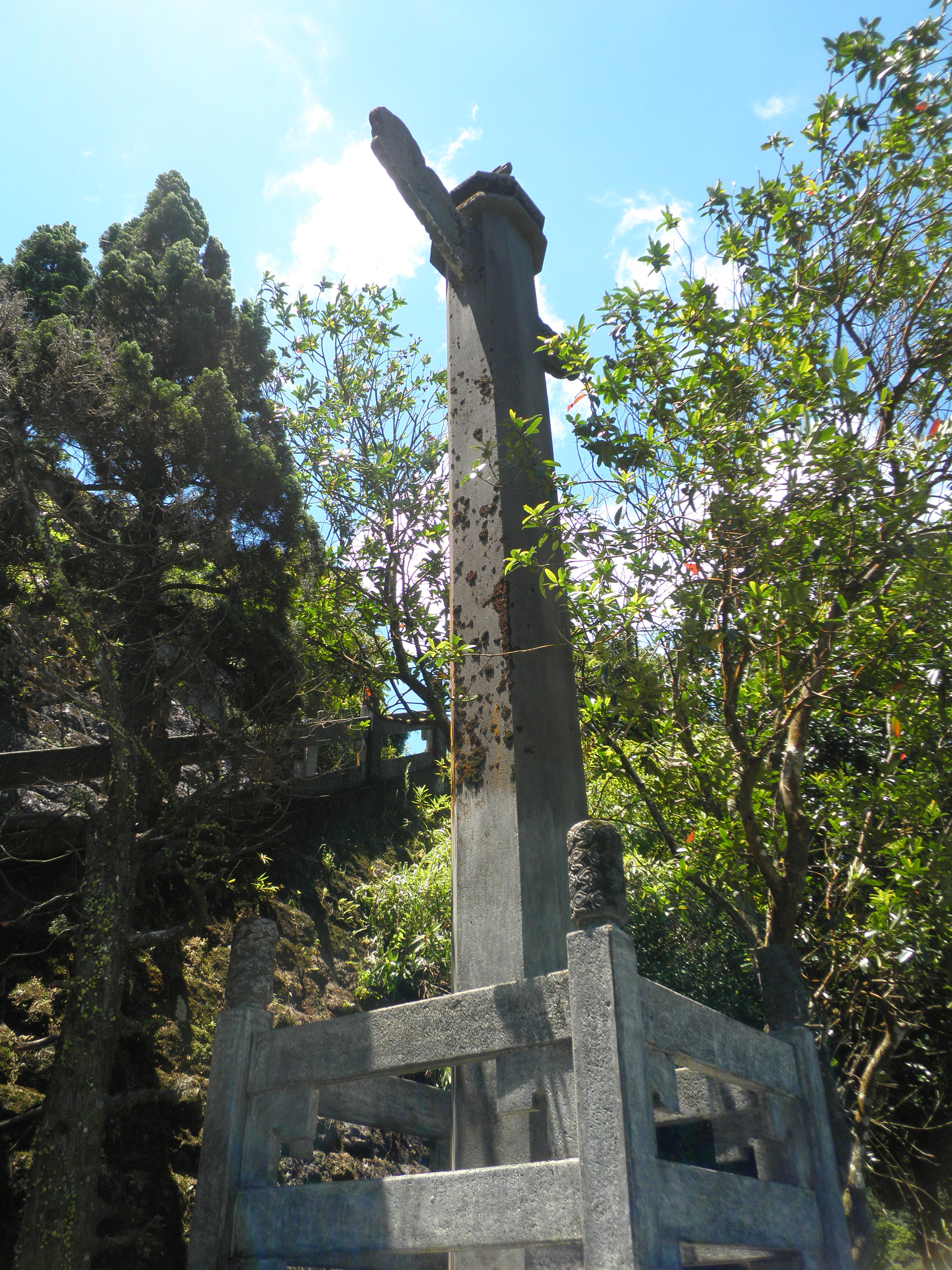
華表

1962年1月24日，于右任寫下《望故鄉》。1964年11月10日于右任去世後，治喪會發表日記和臨終遺言，表明于右任想葬在朝向中國大陸的高山上。11月13日，台北縣議員林家曲、五股鄉鄉長陳光明、凌雲禪寺住持柯彩妙，至監察院向秘書長螘碩和主任秘書張光亞表示，該鄉願意捐出三十甲做墓地。
1964年11月20日，于右任好友、兒子于望德、勘輿家王德薰等人，先到陽明山、七星山和大屯山勘選墓地。當日，到陽明山海拔八百公尺一處，王德薰認為吉地，除能望見臺灣海峽外，有「青龙抬頭、白虎伏首」的風水；但治喪委員劉延濤認為于右任生前很討厭硫磺味，以及于望德認為硫磺會對先考靈柩和遺體不利，因此再尋。下午，來到大屯山巴拉卡地區（行政區屬臺北縣境淡水鎮光明里）時，眾人認為景色媲美前一個地點，能望見海峽、風水好，更無硫磺味，便當下描繪輿勢，帶回台北。
之後治喪會去五股鄉觀音山硬漢頂堪地後，決定選擇之前的巴拉卡。總統蔣中正收到治喪會的勘察詳情報告後，便囑張羣等在12月1日再前往作最後勘定，以便由榮民工程處承辦。墓園土地原為由私人所有，便捐給政府，後由財政部國有財產局轉交給陽明山國家公園。墓園勘定後，由榮民工程處依宮殿城坊設計，總工程費為新台幣六十餘萬元，發包給台北建業公司承建。于望德曾對記者于衡講，此地氣候涼爽，惋惜望不到關中平原。
1965年3月13日10點半，時任監察院副院長李嗣璁持主持破土儀式，地點為由菲律賓僑領、國民黨中央評議委員戴愧生等多人捐獻的碑坊預定地，預先搭建三公尺高的木架為紀。參加者有李崇實、楊亮功、程中行、劉延濤、王贊斌、劉愷鍾、劉世達、螘碩、于望德及工程人員等共十餘人。

## 葬禮

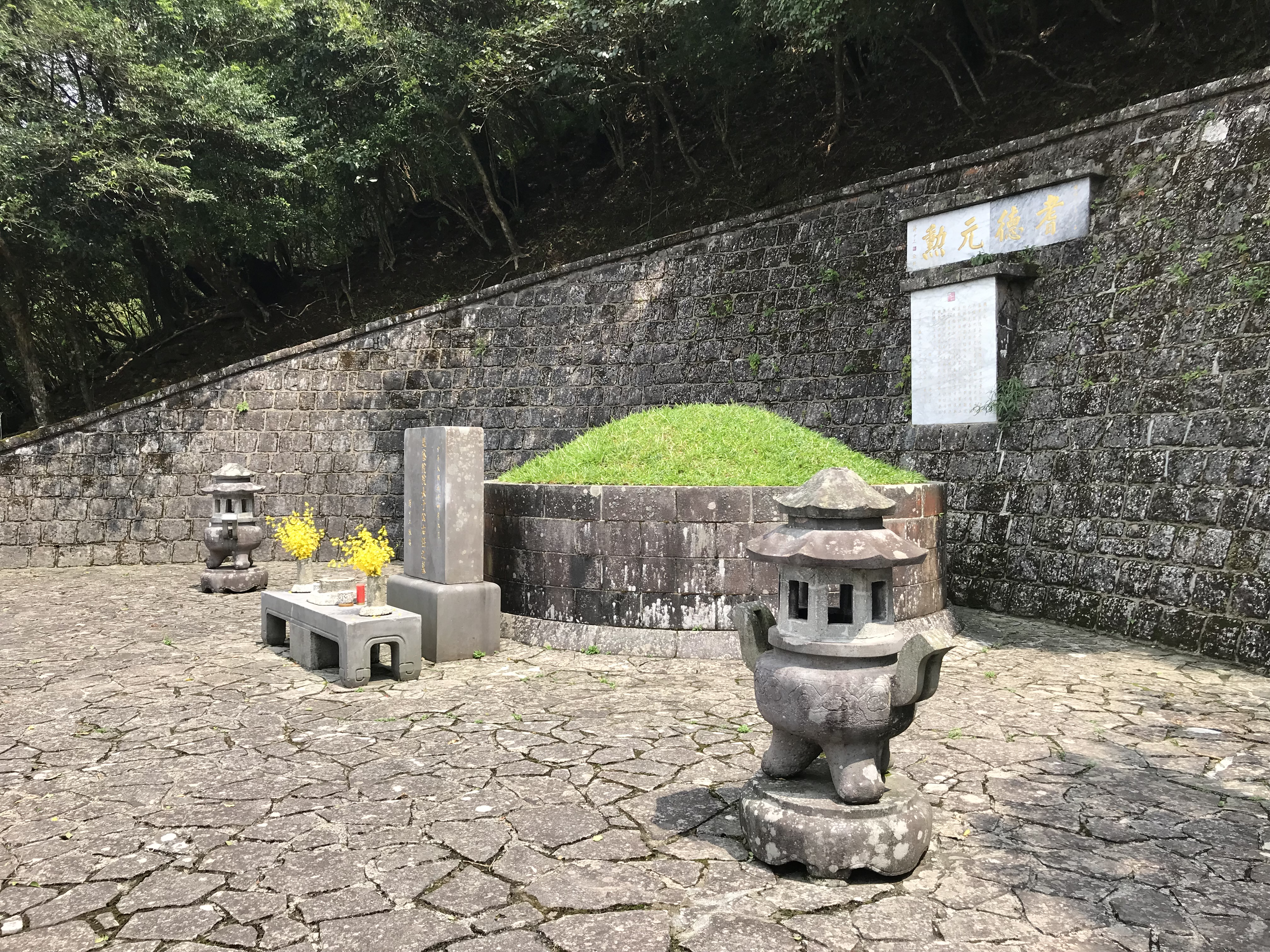
墓側視角

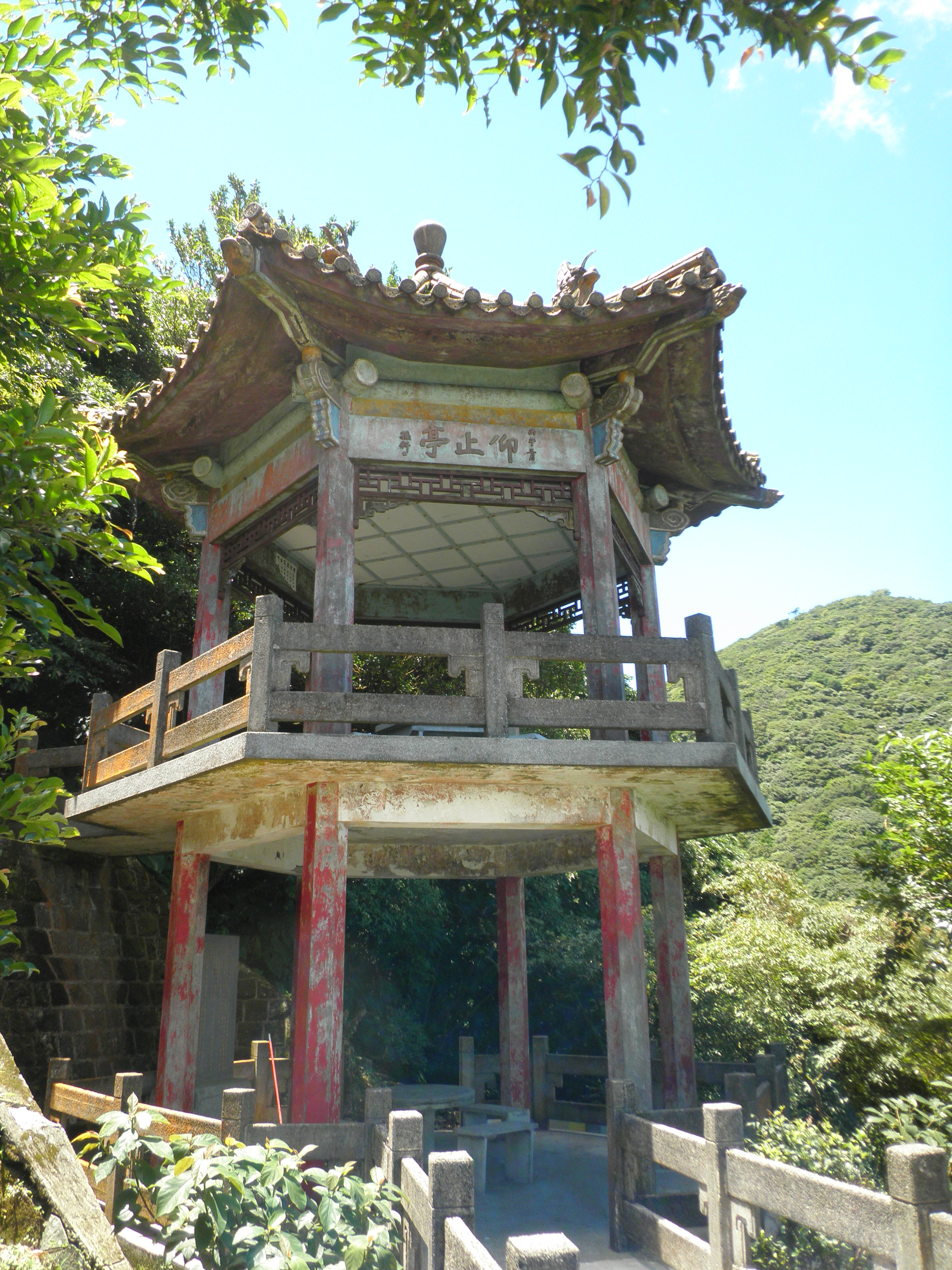
仰止亭

1965年7月14日，張群、嚴家淦、谷鳳翔、李嗣璁、王宗山等五位治喪人員，至總統府秘書長會客室，與治喪辦事處總幹事李崇實、副總幹事螘碩、趙聚鈺、徐晴嵐及總統府第一局局長唐振楚等均會商安葬有關事項。次日，行政院宣布于右任故院長事蹟核與國葬，但因現在是動員戡亂時期，所以先行備案。葬禮費用由行政院核撥專款，雖非國喪，但遠高於一般資政要員規格。原先預定於1965年6月4日端午節，舉行葬禮。建墓期間，于右任靈柩一直放在臺北市立第一殯儀館。
1965年7月17日上午7點半，家祭在市立第一殯儀館舉行。出殯時由一輛前導車與十六輛銘旌車在前導，樂隊、三軍儀仗隊、數千執紼人員乘監察院專車隨後，循中山北路、圓山、士林、芝山岩，9點25分抵陽明山山莊，近10點至墓園。10點40分，靈襯置放於墓穴中。10分鐘後，安葬禮在鞭炮聲中開始，張群等治喪委員一字拜於墓碑前面。11點，總統蔣中正前來獻花、行三鞠躬禮。12點半，葬禮結束。此時，天已由晴轉陰並起霧，人念著「天蒼蒼，野茫茫，山之上，國有殤」離去。

## 維護

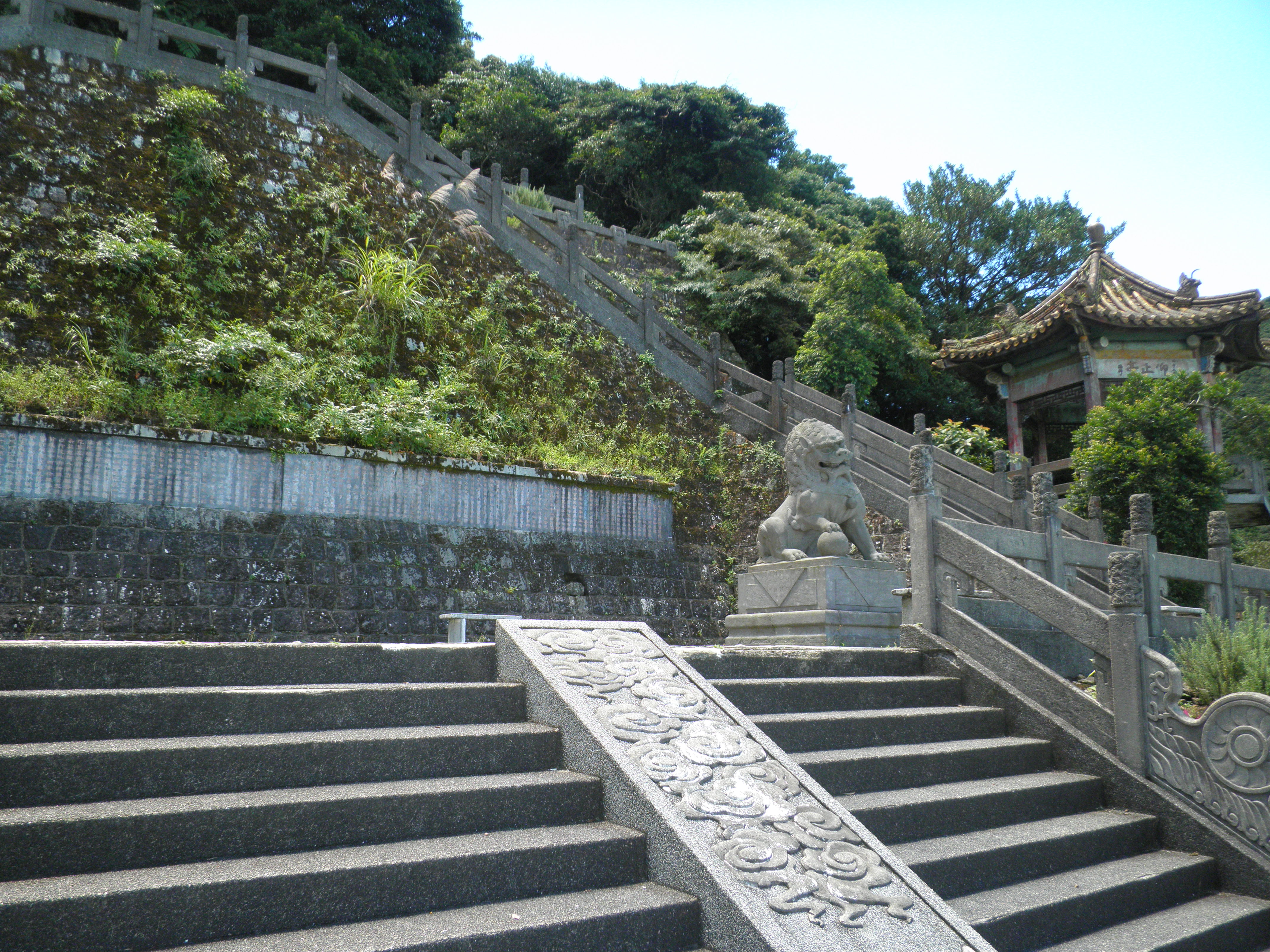
階梯及石獅

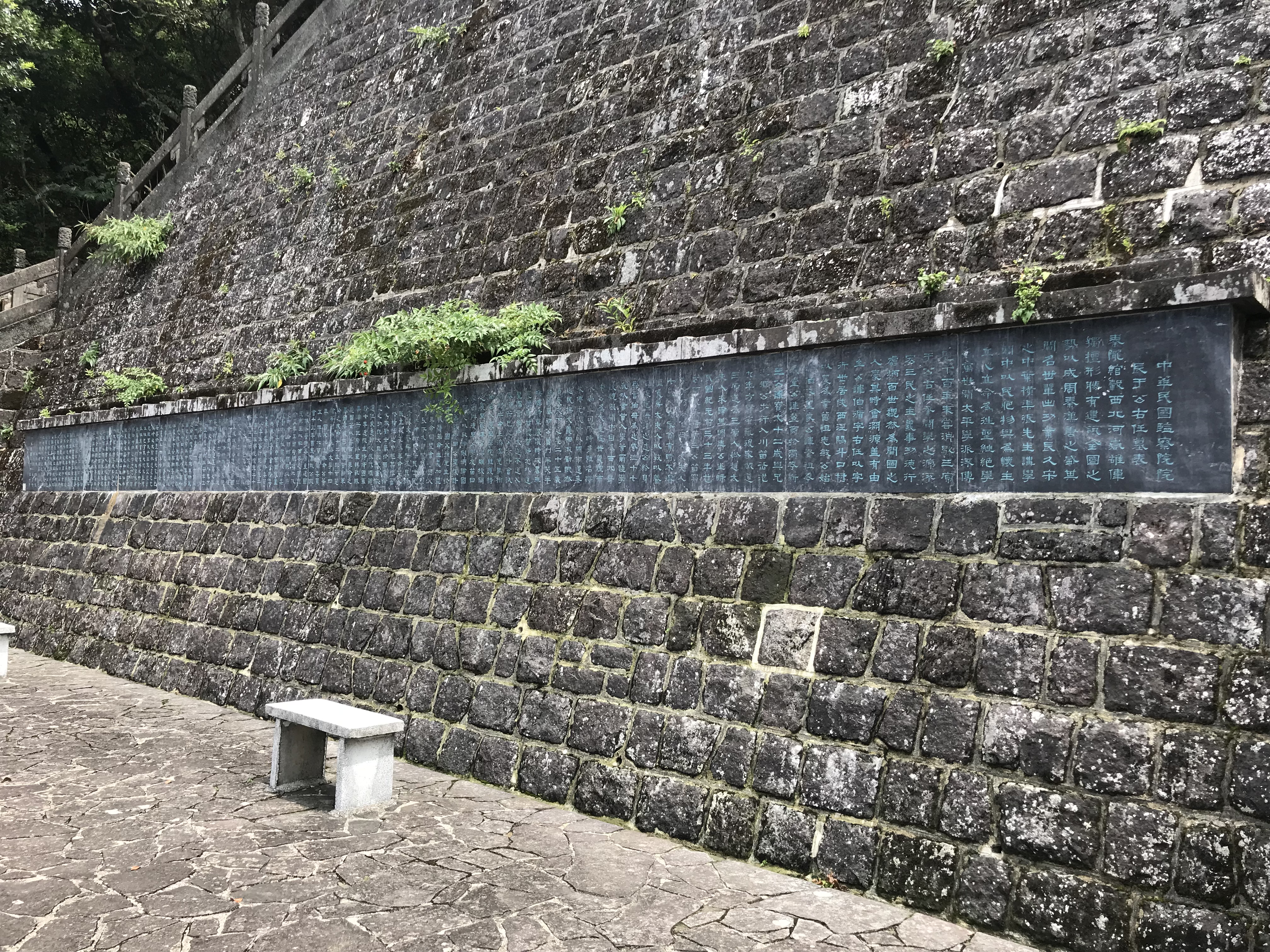
墓表

因于右任遺族不在臺灣，又無政府單位願意維護，導致園內陳設屢遭損毀破壞，成為遊民住所。1986年，還發生有嫌犯利用機車攔路搶劫路人。監察院認為當年只負責辦葬禮，不負責管理。由華僑募款興建的牌樓，也在九二一地震時損壞。前監委劉延濤之女劉彬彬、中華海峽兩岸文化資產交流協會理事長王水衷，陳情政府出面維護。劉延濤在1931年時被于右任延攬為私人秘書，銜命編輯《標準草書》。劉彬彬是劉延濤獨生女，于右任去世才十一歲，後來一些于右任作品和事跡都由她傳承下來。
2011年9月15日，監察院邀集新北市政府、文建會、內政部率陽明山國家公園管理處（陽管處）、主計處、國有財產局研商管理歸屬。委員會討論時，曾以以墓園距二子坪遊客中心近，且被陽管處列為景點為理由，建議應由陽管處管理，但被後者以缺乏管理經費為由拒絕。最後決議請行政院提供當年葬禮過程相關資料，以釐清管理機關。黃煌雄與高鳳仙在監委期間，兩度共同召開跨院部協調會，並親赴該墓踏勘。
2012年4月24日，新北市文化局古蹟審定會議公告于右任墓園為市定古蹟。7月10日，監察院召集跨院部第一次協調會議，初步以陽管處為權責管理機構。之後，陽管處會每日派員前來巡視、清潔，及每年四次的除草工作。

## 紀念

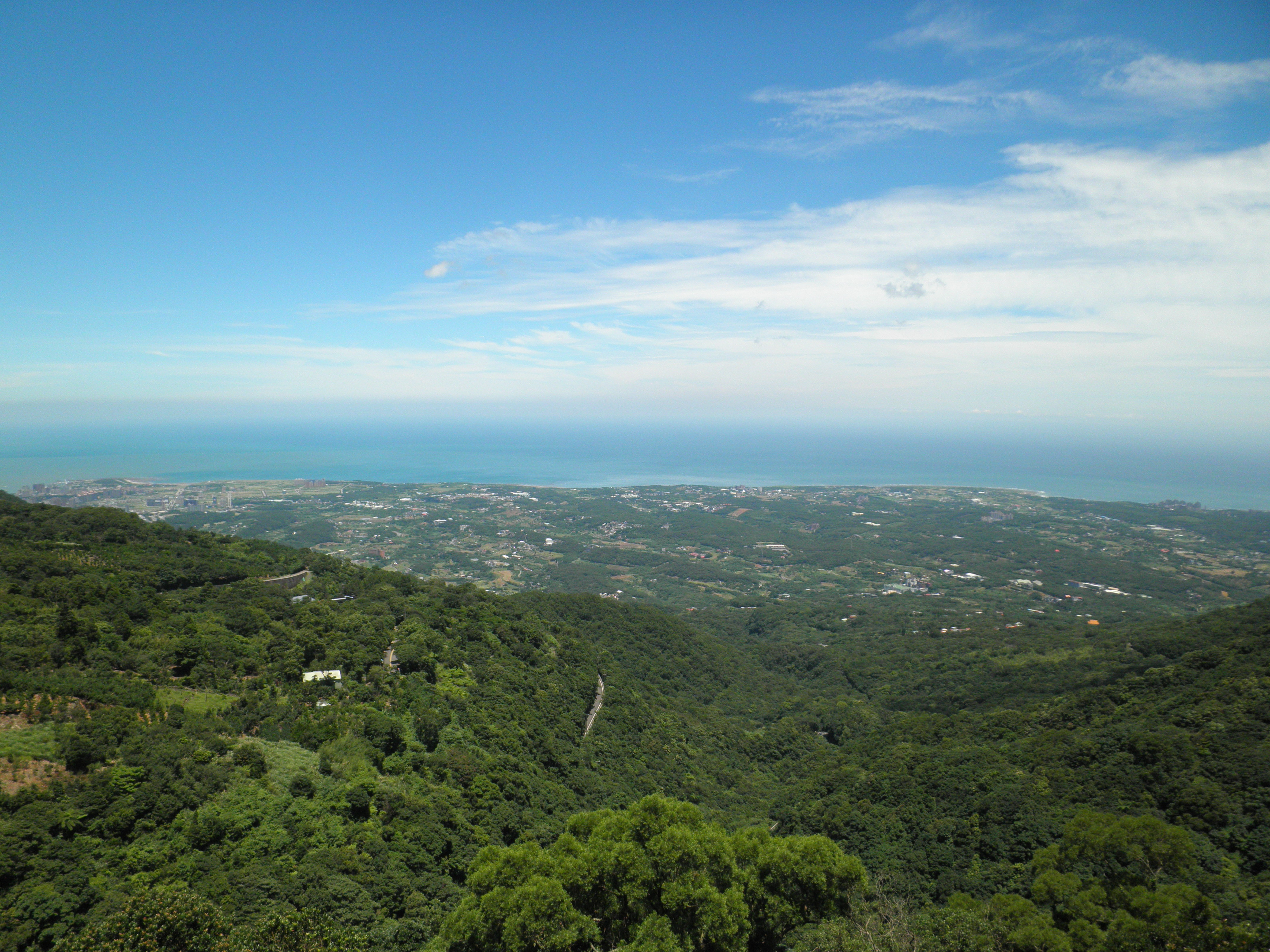
俯瞰三芝

黃煌雄曾建議觀光局、文建會、陽管處等相關權責機關，可在墓園建立碑林，作為書法文化園區。2014年12日16日，為紀念于右任逝世五十周年，于右任姪孫女于媛與鄉親在墓園舉辦鄉祭儀式，以家鄉泥土、五穀和涇、渭、漢江河水作為祭品。2016年春，中國中央電視台為拍攝于右任紀錄片，來此與臺北于右任銅像取景。